# (8411) Celso
(8411) Celso (1996 TO) – planetoida z grupy pasa głównego asteroid okrążająca Słońce w ciągu 3,55 lat w średniej odległości 2,33 au. Odkryta 3 października 1996 roku.